# Otarocyon
Otarocyon — викопний рід підродини псових Borophaginae, що родом із Північної Америки. Він жив в епоху олігоцену, приблизно 33.3—20.6 млн років тому. Скам'янілості були знайдені лише в Монтані, Вайомінгу та Південній Дакоті.
Отароціон був невеликим борофагіном, який характеризувався коротким широким черепом, спеціалізованим середнім вухом, простими високими премолярними зубами та молярами, які спочатку пристосовані до гіпом'ясоїдної дієти. свій олігоценовий вік, череп Отароціона демонструє кілька разючих подібностей із живою лисицею фенек, зокрема в структурі середнього вуха. Подібність, ймовірно, збігається, але вони припускають, що Отарокіон міг бути схожим за своїм зовнішнім виглядом і звичками

## Види
- O. macdonaldi Wang et al. 1999, ранній олігоцен
- O. cooki Macdonald 1963, пізній олігоцен

На додаток до свого більш раннього віку, O. macdonaldi відрізняється від O. cookie меншим розміром і меншим розвитком спеціалізацій, що характеризують рід. O. macdonaldi також є найранішим відомим представником підродини Borophaginae.